# Psalidopus barbouri
Psalidopus barbouri is een garnalensoort uit de familie van de Psalidopodidae. De wetenschappelijke naam van de soort is voor het eerst geldig gepubliceerd in 1939 door Chace.